# Prithvi Narayan Shah Dev
Prithvi Narayan Shah Dev (em nepali:  पृथ्वी नारायण शाह), foi Rei do Nepal de 1743-1775, sendo ele o primeiro rei do Reino do Nepal da era moderna. Em seu reinado ele comandou diretamente a unificação do Nepal. Sendo ele considerado Pai da Pátria no Nepal.

## Biografia

### Primeiros anos
Prithvi Narayan Shah nasceu no antigo Reino Gorka em 1722, filho do rei Nara Bhupal Shah e Kaushalyawati Shah. Pertencia à dinastia Xá que afirmava ter origens divinas, sendo a reencarnação parcial do deus Vixnu, o que ajudaria Prithvi Narayan a ser aceito como governador nas novas terras conquistadas.
Desde cedo mostrou interesse pelos assuntos do Estado e logo começou a assumir responsabilidades. Após a morte de seu pai em 1743, ele ascendeu ao trono do Reino Gorka aos 20 anos.
A nação Gorka era apenas um pequeno estado independente nas montanhas como tantos outros naquela época. Não tinha indústria nem era uma rota comercial, então eles subsistiam da agricultura e do exército. No entanto, Prithvi Narayan tinha a ambição de estender seu território com o objetivo de conquistar os três reinos que compunham o Vale de Catmandu e que até então eram governados por 3 linhagens de reis Malla.

### A Unificação do Nepal
Assim que foi proclamado rei dos Gorkas, ele tentou conquistar Nuwakot, pois era um local estratégico para o comércio e o avanço das tropas em direção ao vale de Katmandu. No entanto, não houve sucesso porque não havia um exército bem preparado. Anos depois ele atacou Nuwakot novamente, desta vez saindo vitorioso. Depois de conquistar a região, ele se apossou de lugares mais estratégicos nas colinas que cercam o vale de Katmandu. Desta forma isolou a região, logo tomando o controle dos arredores e enfraquecendo seu poder por não conseguir obter nada do lado de fora. O rei de Katmandu, Jaya Prakash Malla, pediu ajuda às forças britânicas que vieram em seu auxílio. As tropas de Prithvi Narayan lutaram contra os britânicos matando muitos deles e apreendendo suas armas. Isso deu grande segurança e confiança às tropas que se sentiram preparadas para conquistar o vale.
Durante a celebração do festival "Indra Jatra" em 25 de setembro de 1768, eles atacaram a cidade e foram facilmente vitoriosos.
Onze dias depois ele conquistou Patan (Lalitpur) e sete meses depois assumiu o controle de Bhaktapur. Desta forma, o vale foi unificado sob o controle de Prithvi Narayan Shah.

### Vida Pessoal
Seu primeiro casamento foi com a princesa de Makwanpur, Indra Kumari, em 1737. Makwanpur era de um reino poderoso com o qual ele estava interessado em ter aliados para ganhos políticos.
Seu segundo casamento foi com Narendra Rajya Lakshmi Devi, filha de Abhiman Singh de Varanasi. Com sua segunda esposa teve 3 filhos: Pratap Singh Shah, Vedum Shah e Bahadur Shah, sendo o primeiro deles o sucessor do trono.

### Morte e Legado
Considerado a figura grandiosa do Nepal moderno, ele é considerado o pai do Pátria moderna. Além de ser um rei guerreiro, teve o bom senso de estabelecer alianças para estabelecer e consolidar seu domínio dentro do reino. No entanto, sua política com o vizinho Tibete foi mais dura e, em meados do século XVIII, as relações comerciais foram rompidas. Com relação aos britânicos, ele seguiu a política de se isolar em seu reino, proibindo a entrada de estrangeiros em seu território.
Quando soube que sua morte estava se aproximando, ele reuniu sua família e explicitamente os proibiu de dividir as terras que ele batalhou anos para unificar. Ele ordenou que todo o reino do Nepal fosse para o filho mais velho e que o princípio da primogenitura fosse sempre levado em consideração. Ele morreu em 1775 aos 52 anos e seu filho mais velho Pratap Singh foi proclamado rei do Nepal em 1775. 

#### Divyia Udapesh
No inverno de 1774, enquanto residia em Nuwakot, adoeceu. Sua condição de saúde piorou desde então e, seguindo seu desejo, ele foi transferido para Devighat para morrer lá. Levou nove dias para ele morrer. Durante esses nove dias ele falou sobre suas ideias sobre como governar, nacionalismo e política externa. Quatro das pessoas que o acompanharam durante esses dias recolheram essas reflexões por escrito, dando forma ao "Divya Upadesh". Algumas dessas reflexões são: 
- O Nepal é um jardim de quatro castas (Brahman, Kshatriya, Vaishya e Shudra) e trinta e seis subcastas.
- O rei deve buscar justiça em seu reino e evitar que a injustiça seja cometida.
- Onde quer que haja recursos naturais, eles devem ser aproveitados movendo as casas para outro local, se necessário.
- Quem comete suborno é inimigo da nação.